# National Rail Museum of India

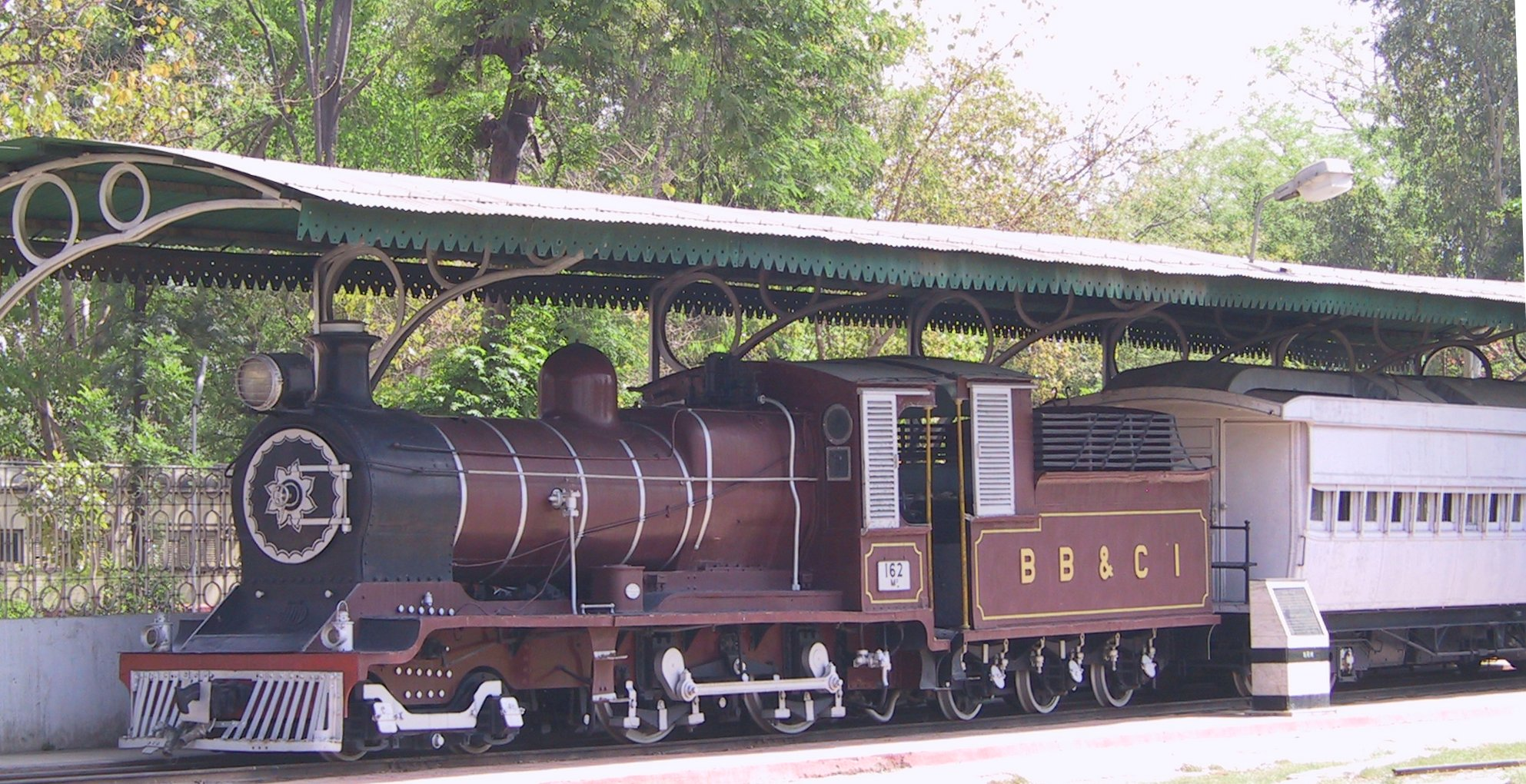
Dampflokomotive der Bombay, Baroda, and Central India Railway

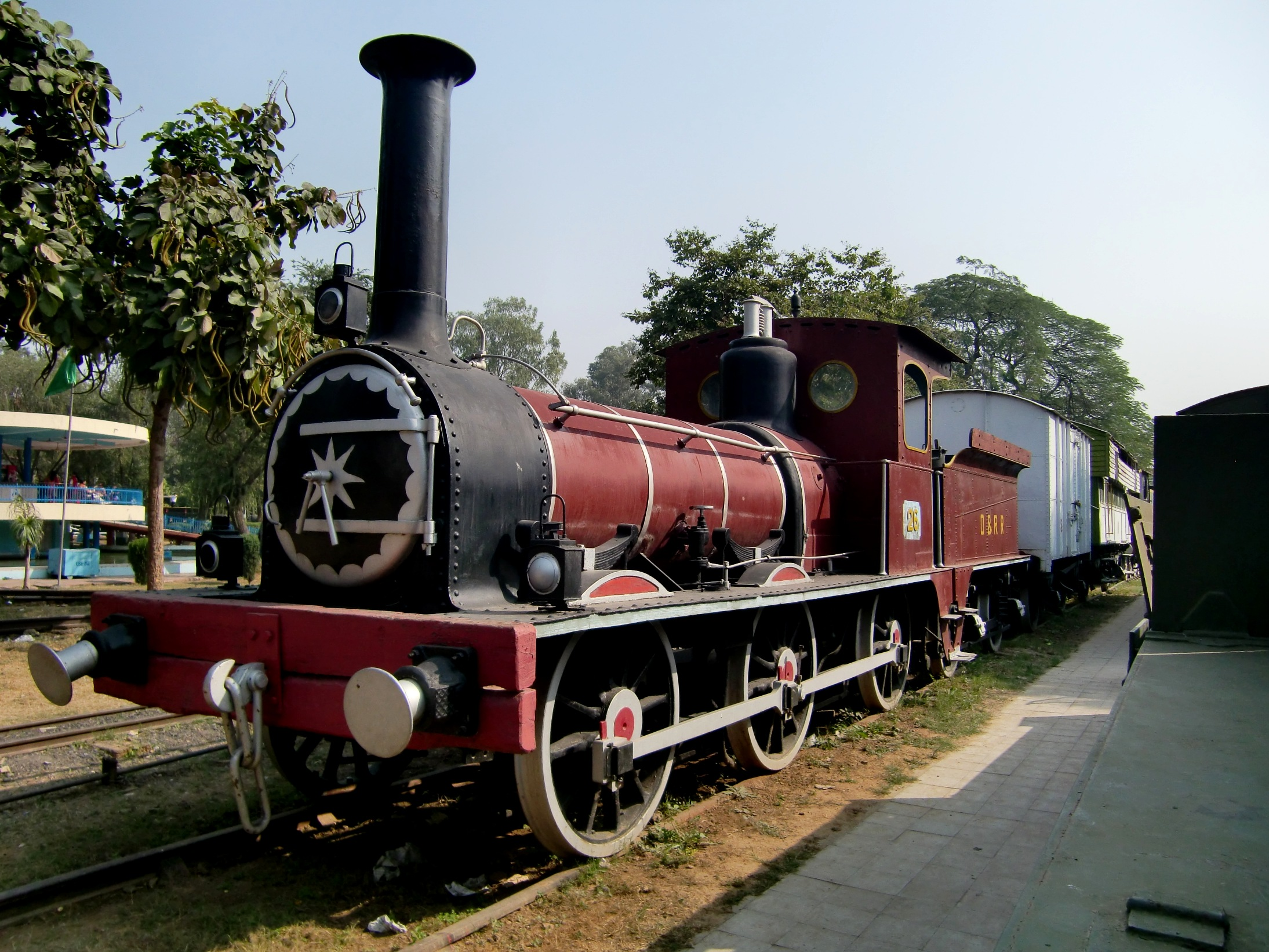
Dampflokomotive von 1870

Das National Rail Museum of India ist ein Eisenbahnmuseum in Indien.
Das Museum liegt in Neu-Delhi, Chanakyapuri, und zeigt vornehmlich Fahrzeuge aus der Geschichte der indischen Eisenbahn. Es wurde 1977 zum 125-jährigen Bestehen der Eisenbahn in Indien eröffnet.
Da in Indien eine sehr große Zahl technisch recht unterschiedlicher Bahnen in unterschiedlicher Trägerschaft entstanden – allein die Spurweiten bewegen sich zwischen 610 mm und 1676 mm – sind auch die Ausstellungsstücke entsprechend vielfältig. Ältestes Ausstellungsstück ist die „Fairy Queen“, eine Dampflokomotive aus dem Jahr 1855, die fahrtüchtig erhalten ist. Sie war die zweite Lokomotive, die nach Indien kam, und die erste Lokomotive, die in Indien montiert wurde. Daneben sind 22 weitere Lokomotiven ausgestellt. Außerdem werden 17 Salonwagen der Maharajas, der Regierung von Britisch-Indien und der britischen Königsfamilie gezeigt. Neben der Fahrzeugsammlung – die überwiegend unter freiem Himmel präsentiert wird – werden Modelle, Pläne, Eisenbahntechnik und Kommunikationsanlagen in einem Museumsgebäude ausgestellt.